# Seitokai yakuindomo
Seitokai yakuindomo (生徒会役員共, litt. Les Membres du bureau du Conseil des élèves) est un manga yonkoma écrit et dessiné par Tozen Ujiie. La série paraît dans le numéro de juin 2007 de Magazine Special de l’éditeur Kōdansha jusqu'au numéro de juillet 2008, où elle est ensuite transférée dans Weekly Shōnen Magazine en septembre 2008 et continue dans ce magazine. Les chapitres sont rassemblés et publiés en volumes par Kōdansha, avec vingt-deux volumes publiés en janvier 2022 au Japon.
Une adaptation en série télévisée d’animation de 13 épisodes produite par GoHands est diffusée au Japon entre le 4 juillet 2010 et le 26 septembre 2010. Une deuxième saison entre janvier et mars 2014, et est diffusée en simultané avec sous-titres en anglais sur Crunchyroll.

## Synopsis
Takatoshi Tsuda entre à l'Académie Ōsai, un lycée qui, à cause de la baisse des taux de natalité, passe d'une école de filles à une école mixte (avec un ratio hommes-femmes de 28/524). Le premier jour, il est nommé de force dans le conseil des élèves en tant que vice-président et seul représentant masculin par la présidente Shino Amakusa. Une histoire pittoresque qui suit Tsuda et le conseil des élèves alors qu'ils interagissent entre eux et avec leurs camarades de classe.

## Personnages

### Personnages principaux
Takatoshi Tsuda (津田 タカトシ, Tsuda Takatoshi)
Takatoshi Tsuda est le héros principal de l'histoire. Il choisit de fréquenter une ancienne école pour filles tout simplement parce qu'elle est près de chez lui. Lors de son premier jour à l'école, il est recruté de facto dans le conseil des élèves en tant que vice-président et représentant des hommes. Il agit normalement comme le partenaire de Shino et Aria, qui, avec d'autres filles de l'école, font régulièrement des commentaires pervers et des insinuations sexuelles. Finalement, il devient si habitué à ce comportement qu'il se sent vraiment bizarre quand elles ne font pas de telles blagues.
Shino Amakusa (天草 シノ, Amakusa Shino)
Shino Amakusa est une élève de deuxième année et la présidente du Conseil des élèves. Elle est sérieuse et diligente, excelle dans les études et est très populaire parmi les élèves. Cependant, elle pense presque toujours à des choses perverses. Elle explique que l'une de ses premières raisons de son intérêt pour Takatoshi est qu'elle puisse l'observer dans des cours de biologie et d'éducation physique. Elle a le vertige et la peur des insectes. Elle est complexée par sa petite poitrine, surtout lorsqu'elle se compare à Aria. Elle fait parfois des choses avec Takatoshi, comme marcher avec lui, partager un parapluie ou nettoyer son cérumen, mais elle devient gênée chaque fois que Takatoshi dit quelque chose qui pourrait être interprété comme étant romantique (cela laisse penser qu'elle a des sentiments pour Takatoshi). Selon son amie d'enfance Misaki Amano, Shino était présidente du conseil des élèves de sa précédente école.
Aria Shichijō (七条 アリア, Shichijō Aria)
Aria Shichijō est la secrétaire du conseil des élèves et est aussi en deuxième année. Elle est amie avec Shino Amakusa. Elle vient d'une famille aisée et est le personnage le plus mature physiquement. Cependant, elle a un esprit fortement perverti; comme Shino, elle a l'habitude de détourner chaque mot et pensée en quelque chose de sexuel. Parce qu'elle est très riche et trop choyée, elle peut ignorer des conventions sociales : par exemple, elle peut attendre devant une porte qu'elle s'ouvre ou se tenir au bas d'un escalier en espérant qu'il s'agisse d'un escalator. En revanche, elle se classe deuxième pour son année de classe, juste derrière Shino.
Suzu Hagimura (萩村 スズ, Hagimura Suzu)
Suzu Hagimura est la trésorière du conseil des élèves et dans la même année que Takatoshi. Elle est une élève avec un QI de 180, peut faire des calculs arithmétiques à 10 chiffres de tête et parle couramment plusieurs langues, dont l'anglais. Même si elle a 16 ans au début de la série, elle n'est pas plus grande qu'une élève d'école primaire et est complexée par sa petite taille. Beaucoup de blagues évoquent son apparence enfantine ou la taille et elle se met en rage chaque fois que de tels sujets sont mentionnés. Lorsque plusieurs personnages conversent, souvent seul le haut de la tête est affiché ou une légende ou une flèche indique sa présence. Elle se sent rassurée en présence de Tsuda et mal à l'aise en son absence.

### Personnages secondaires
Ranko Hata (畑 ランコ, Hata Ranko)
Ranko Hata est la présidente du club de journal de l'école. Elle aime prendre des photos des membres du conseil des élèves pour les vendre à des personnes en lien avec l'école, généralement sans la permission de ceux qui sont photographiés et se fait souvent attraper. Quand elle mène une interview, elle aime détourner les réponses en quelque chose de sale ou de perverti, Tsuda étant une cible fréquente. Elle ne montre pas d'émotions et a une voix monotone pince-sans-rire dans l'anime, ce qui contraste fortement avec les tempéraments excitées des autres filles.
Mutsumi Mitsuba (三葉 ムツミ, Mitsuba Mutsumi)
Mutsumi Mitsuba est une camarade de classe de Takatoshi avec qui elle fonde un club de judo au début de la série. Elle décide de présider son club, mais est aussi simple d'esprit. Elle développe un béguin pour Takatoshi plus tard dans la série et, malgré son potentiel remarquable et son élan vers les arts martiaux, déclare que son rêve est simplement de devenir une fiancée. En raison de sa nature innocente, elle ne comprend pas souvent les insinuations d'Aria et de Shino.
Naruko Yokoshima (横島 ナルコ, Yokoshima Naruko)
Naruko Yokoshima est professeur de l'Académie Ōsai et conseiller pédagogique du conseil des élèves. Elle est encore plus pervertie qu'Aria et Shino et cherche agressivement des hommes plus jeunes, à l'exception de ses élèves masculins. Dans l'anime, elle enseigne l'anglais et, fidèle à sa personnalité, son programme contient presque toujours des allusions sexuelles. Elle est perçue comme étant peu fiable par les membres du conseil et inutile comme éducatrice.
Kotomi Tsuda (津田 コトミ, Tsuda Kotomi)
Kotomi Tsuda est la jeune sœur de Takatoshi. Elle est dans sa dernière année de collège au début de la série puis entre à Ōsai l'année suivante. Elle est une fille joyeuse et attentionnée envers les autres, mais elle est curieuse et enthousiaste sur les questions sexuelles - quelque chose qu'elle a en commun avec le personnage titre dans le précédente œuvre d'Ujiie, Imouto wa Shishunki (Ma petite sœur passe la puberté). Elle est très proche de son frère mais ses commentaires impliquent parfois qu'ils ont une relation incestueuse. Elle s'entend très bien avec les autres filles et demande souvent de l'aide auprès d'elles.
Kaede Igarashi (五十嵐 カエデ, Igarashi Kaede)
Kaede Igarashi est la censeure de l'Académie Ōsai. Elle a un fort sens de la justice et de la morale, mais a une peur extrême des garçons. Cela finit par être un problème quand l'école devient mixte.
Sayaka Dejima (出島 サヤカ, Dejima Sayaka)
Sayaka Dejima est la domestique d'Aria. Elle est très protectrice et porte la clé de sa ceinture de chasteté. Elle a un fétichisme pour tout ce qu'Aria a touché ou porté, ainsi que des sous-vêtements non lavés en général.
Nene Todoroki (轟 ネネ, Todoroki Nene)
Nene Todoroki est l'amie de Suzu et membre du club de robotique. Elle est aussi pervertie que le reste des filles, elle porte souvent un vibromasseur pendant les heures d'école ou est vu travailler sur de tels appareils à son club.
Toki (時さん, Toki-san)
Toki est une amie au collège de Kotomi. Même si Toki semble une délinquante, elle est maladroite et ne montre aucun signe de nature rebelle. Elle est un peu écervelée car elle a tendance à se perdre et arrive en retard lorsqu'elle rencontre Kotomi.
Uomi (魚見)
Son vrai nom est Chihiro Uomi (魚見 チヒロ, Uomi Chihiro). Elle est la présidente du conseil des élèves du lycée voisin Eiryou. Elle est présentée quand son école visite Ōsai pour échanger des idées. Elle et Shino découvrent qu'elles se ressemblent beaucoup dans la pensée et la personnalité. Elle et Tsuda partagent une même famille lorsque leurs cousins respectifs se marient (Tsuda est le cousin du marié, Uomi est celle de la mariée).

## Manga
Seitokai Yakuindomo est un manga yonkoma écrit et dessiné par Tozen Ujiie. La série paraît dans le numéro de juin 2007 de Magazine Special de Kōdansha jusqu'au numéro de juillet 2008, où elle est ensuite transférée à Weekly Shōnen Magazine en septembre 2008 et continue dans ce magazine. Les chapitres sont rassemblés et publiés en volumes par Kodansha, avec vingt-deux volumes publiés en janvier 2022 au Japon. Il n'y a pas de version française.

### Liste des volumes
| no | Japonais          | Japonais          |
| no | Date de sortie    | ISBN              |
| --- | ----------------- | ----------------- |
| 1 | 12 août 2008      | 978-4-06-384030-8 |
| 2 | 15 mai 2009       | 978-4-06-384142-8 |
| 3 | 15 janvier 2010   | 978-4-06-384240-1 |
| 4 | 17 août 2010      | 978-4-06-384347-7 |
| Extra : Le tome 4 (ISBN 978-4-06-362170-9) est sorti en édition limitée contenant un épisode OAV.                                                                    |                   |                   |
| 5 | 15 avril 2011     | 978-4-06-384479-5 |
| Extra : Le tome 5 (ISBN 978-4-06-358344-1) est sorti en édition limitée contenant un épisode OAV.                                                                    |                   |                   |
| 6 | 17 novembre 2011  | 978-4-06-384585-3 |
| Extra : Le tome (ISBN 978-4-06-358359-5) est sorti en édition limitée contenant un épisode OAV.                                                                      |                   |                   |
| 7 | 17 juillet 2012   | 978-4-06-384710-9 |
| Extra : Le tome 7 (ISBN 978-4-06-358376-2) est sorti en édition limitée contenant un épisode OAV.                                                                    |                   |                   |
| 8 | 15 février 2013   | 978-4-06-384817-5 |
| Extra : Le tome 8 (ISBN 978-4-06-358412-7) est sorti en édition limitée contenant un épisode OAV.                                                                    |                   |                   |
| 9 | 17 octobre 2013   | 978-4-06-394946-9 |
| Extra : Le tome 9 (ISBN 978-4-06-358443-1) est sorti en édition limitée contenant un épisode OAV.                                                                    |                   |                   |
| 10 | 16 mai 2014       | 978-4-06-395093-9 |
| Extra : Le tome 10 (ISBN 978-4-06-358483-7) est sorti en édition limitée contenant un épisode OAV.                                                                   |                   |                   |
| 11 | 17 février 2015   | 978-4-06-395324-4 |
| Extra : Le tome 11 (ISBN 978-4-06-358711-1) est sorti en édition limitée contenant un épisode OAV.                                                                   |                   |                   |
| 12 | 17 septembre 2012 | 978-4-06-395485-2 |
| Extra : Le tome 12 (ISBN 978-4-06-395485-2) est sorti en édition limitée contenant un épisode OAV.                                                                   |                   |                   |
| 13 | 15 avril 2016     | 978-4-06-395648-1 |
| Extra : Le tome 13 (ISBN 978-4-06-358792-0) est sorti en édition limitée contenant un épisode OAV.                                                                   |                   |                   |
| 14 | 16 décembre 2016  | 978-4-06-395826-3 |
| Extra : Le tome 14 (ISBN 978-4-06-358793-7) est sorti en édition limitée contenant un épisode OAV.                                                                   |                   |                   |
| 15 | 15 septembre 2017 | 978-4-06-510186-5 |
| Extra : Le tome 15 (ISBN 978-4-06-397025-8) est sorti en édition limitée contenant un épisode OAV.                                                                   |                   |                   |
| 16 | 16 mars 2018      | 978-4-06-511062-1 |
| Extra : Le tome 16 (ISBN 978-4-06-397031-9) est sorti en édition limitée contenant un épisode OAV.                                                                   |                   |                   |
| 17 | 17 avril 2019     | 978-4-06-514882-2 |
| Extra : Le tome 17 (ISBN 978-4-06-511560-2) est sorti en édition limitée contenant un épisode OAV.                                                                   |                   |                   |
| 18 | 16 août 2019      | 978-4-06-516230-9 |
| Extra : Le tome 18 (ISBN 978-4-06-511559-6) est sorti en édition limitée contenant un épisode OAV.                                                                   |                   |                   |
| 19 | 17 septembre 2020 | 978-4-06-520596-9 |
| Extra : Le tome 19 (ISBN 978-4-06-517553-8) est sorti en édition limitée contenant un épisode OAV.                                                                   |                   |                   |
| 20 | 17 mars 2021      | 978-4-06-522218-8 |
| Extra : Le tome 20 (ISBN 978-4-06-522099-3) est sorti en édition limitée un livret d'illustration de 48 pages en couleurs commémorant les 11 ans de la série animée. |                   |                   |
| 21 | 17 août 2021      | 978-4-06-524484-5 |
| Extra : Le tome 21 (ISBN 978-4-06-523604-8) est sorti en édition limitée contenant un DVD sorti en janvier 2021.                                                     |                   |                   |
| 22 | 17 janvier 2022   | 978-4-06-526597-0 |

## Anime
Une série télévisée d’animation de treize épisodes pour la télévision produit par GoHands et réalisé par Hiromitsu Kanazawa est diffusé au Japon entre le 4 juillet 2010 et le 26 septembre 2010 d'abord sur TV Kanagawa. Une deuxième saison intitulée Seitokai yakuindomo* (生徒会役員共*) commence sa diffusion le 4 janvier 2014.

### Édition japonaise
1. 1 2  Tome 1
2. 1 2  Tome 2
3. 1 2  Tome 3
4. 1 2  Tome 4
5. 1 2  Tome 5
6. 1 2  Tome 6
7. 1 2  Tome 7
8. 1 2  Tome 8
9. 1 2  Tome 9
10. 1 2  Tome 10
11. 1 2  Tome 11
12. 1 2  Tome 12
13. 1 2  Tome 13
14. 1 2  Tome 14
15. 1 2  Tome 15
16. 1 2  Tome 16
17. 1 2  Tome 17
18. 1 2  Tome 18
19. 1 2  Tome 19
20. 1 2  Tome 20
21. 1 2  Tome 21
22. 1 2  Tome 22

Édition limitée
1. ↑  Tome 4 – Édition limitée
2. ↑  Tome 5 – Édition limitée
3. ↑  Tome 6 – Édition limitée
4. ↑  Tome 7 – Édition limitée
5. ↑  Tome 8 – Édition limitée
6. ↑  Tome 9 – Édition limitée
7. ↑  Tome 10 – Édition limitée
8. ↑  Tome 11 – Édition limitée
9. ↑  Tome 12 – Édition limitée
10. ↑  Tome 13 – Édition limitée
11. ↑  Tome 14 – Édition limitée
12. ↑  Tome 15 – Édition limitée
13. ↑  Tome 16 – Édition limitée
14. ↑  Tome 17 – Édition limitée
15. ↑  Tome 18 – Édition limitée
16. ↑  Tome 19 – Édition limitée
17. ↑  Tome 20 – Édition limitée
18. ↑  Tome 21 – Édition limitée